# Iphiaulax kinabaluensis
Iphiaulax kinabaluensis är en stekelart som beskrevs av Cameron och Embrik Strand 1912. Iphiaulax kinabaluensis ingår i släktet Iphiaulax och familjen bracksteklar. Inga underarter finns listade i Catalogue of Life.